# 入交家住宅
入交家住宅（いりまじりけじゅうたく）は伊賀国（現在の三重県伊賀市相生町）に存在した武家屋敷。

## 住宅の概要
入交家住宅は、寛政（1789年 - 1800年）の頃に入交勘平が津藩から拝領した武家屋敷と伝えられる。敷地には主屋、長屋門、表屋、土蔵、味噌部屋（非現存）、米蔵（非現存）などを構え、主屋の南側と東側には庭園や畑が存在したとされる。床は板張りであり、畳は使用されていなかったという。三重県内では唯一長屋門が現存する武家屋敷である。
1998年3月17日、三重県指定文化財となる。現在は一般に公開されており、入館料を払えば立ち入ることができる。

## 家主・入交氏
家主の入交氏は長宗我部氏に仕えた家系であり、津藩に仕えた一系が入交家住宅を建築した。土佐藩に残った一系は郷士となり、寛延元年に長岡郡片山荘入交から高知城下に転じ、桜屋と号する商人となる。長岡郡下田村の石灰山を購入後、石灰の製造に着手し、幕末には藩の石灰御用を引き受ける豪商に上り詰める。明治維新後も、実業家の入交太蔵および弟の太兵衛、太三郎を輩出し、入交産業を軸とした地方財閥を築き上げた。
入交 蔵人（いりまじり くらうど、? - 天正14年（1586年））は、戦国時代に活躍した武将。長宗我部元親・信親父子の家臣。
元は熊野山の山伏の一族であったが、土佐国香美郡田村に屋敷と所領を与えられ長宗我部氏に仕えた。天正14年（1586年）、九州征伐の一環である戸次川の戦いに参加し、16人の主従と討ち死にした。